# Опаков
Опаков — старинная пограничная крепость на высоком правом берегу реки Угры. Находилась у нынешнего села Палатки в Юхновском районе Калужской области. На северо-западной окраине села находится городище, населённость которого прослеживается от эпохи раннего железного века до позднего Средневековья.
В начале XV века Опаков, относившийся то ли к Смоленскому, то ли к Мосальскому княжеству, был захвачен Великим княжеством Литовским. Во второй половине XV века считался городом с системой волостей по обоим берегам Угры. В военно-административном отношении подчинялся Смоленску, считался его «пригородом» и являлся важным пунктом обороны восточной границы ВКЛ. Принадлежал князьям Заславским, затем князьям Воротынским.
В 1480 году во время Стояния на Угре ордынское войско хана Ахмата совершило близ Опакова одну из неудачных попыток переправиться на левый берег. По одной из версий, название села Палатки восходит к располагавшимся здесь татарским шатрам.
В ходе русско-литовской войны 1487—1494 годов Опаков летом 1492 года был захвачен войсками князя Семена Воротынского, однако отбит в начале 1493 года во время похода смоленского наместника Юрия Глебовича. Вторично захвачен русской армией во главе с князем Фёдором Васильевичем Рязанским, служившим государю всея Руси Ивану III. Большая часть жителей была приведена к присяге великому князю, а державшие оборону литовские ратные люди в численности 530 человек были уведены в плен. По мирному договору 1494 года Опаков был возвращён Литве, однако его волости на левом берегу Угры отошли к Русскому государству. Город был передан в вотчину Сапегам, однако уже в 1500 году был вновь взят русским войском и по Благовещенскому перемирию 1503 года вместе с обширными территориями Литвы официально признан за Русским государством. После того как русско-литовская граница переместилась на запад, Опаков потерял своё стратегическое значение и в последующие десятилетия пришёл в упадок.
На Опаковом городище сохранился фундамент крупной каменной оборонительной башни, что свидетельствует о важной военной функции Опакова. Из башни, предположительно, вёл подземный ход к реке.